# Natan Glücksberg

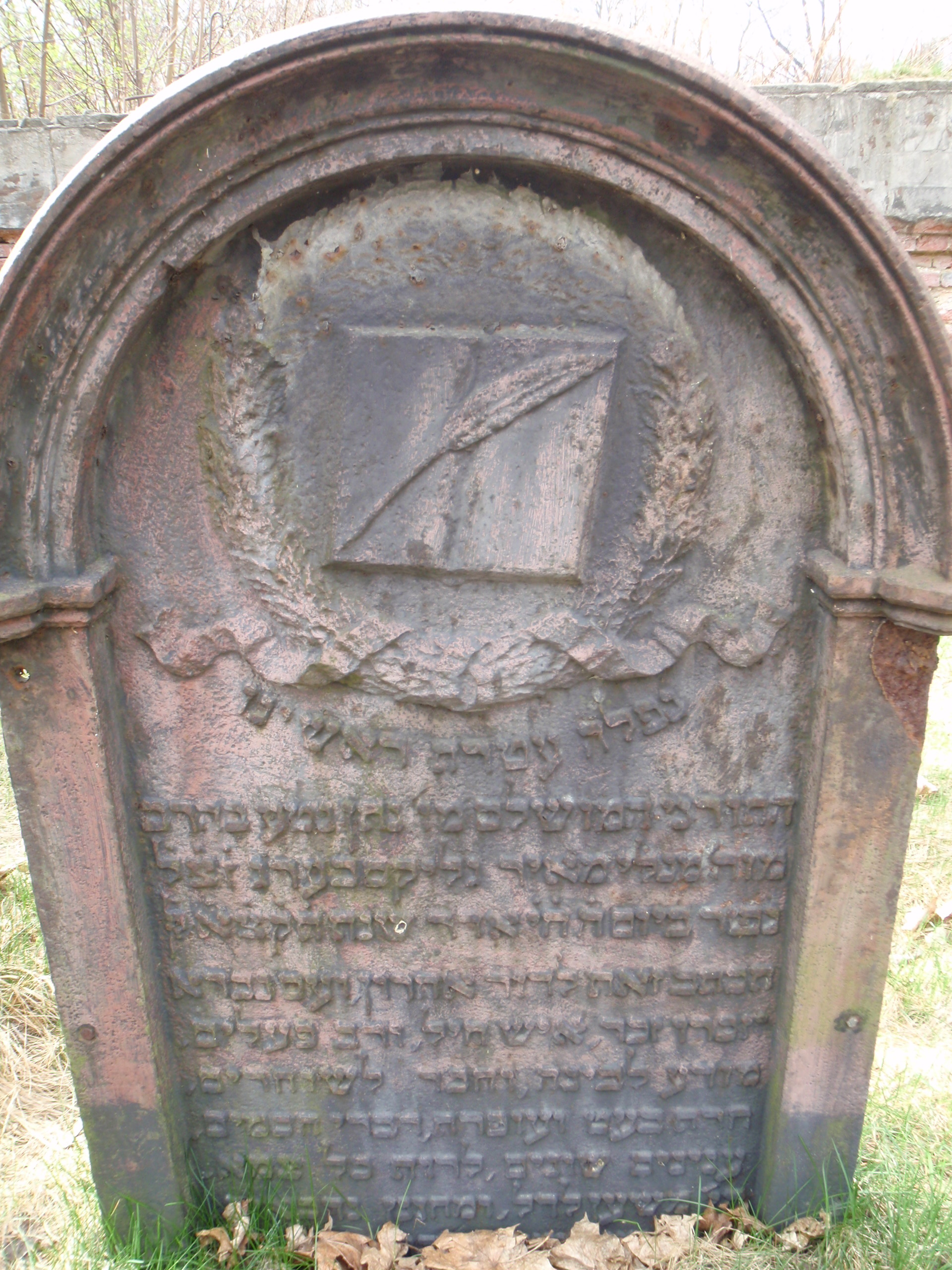
Grób Natana Glücksberga na cmentarzu żydowskim w Warszawie

Natan Majer Mikołaj Glücksberg spotykana również wersja Mikołaj Nataniel Glücksberg (ur. 1780 w Niemczech lub Poznaniu, zm. 3 marca 1831 w Warszawie) – polski księgarz żydowskiego pochodzenia, drukarz i wydawca książek, kalendarzy i czasopism, wolnomularz. Protoplasta rodziny Glücksbergów - księgarzy i drukarzy zasłużonych dla kultury polskiej.

## Życiorys
Jego ojcem był Emanuel Majer Glücksberg, przybyły w drugiej połowie XVIII wieku do Warszawy z Niemiec, a matką Tamerla. Miał czterech braci: Lewina (1765-1804, księgarz i wydawca), Jana (1784-1859, również księgarza i wydawcę) oraz Michała (ur. 1785 - przed 1839, pisarz administracji pogrzebowej) i Józefa (ur. 1796, księgarz). 
Po bracie Lewinie przejął księgarnię, którą w 1809 roku przeniósł z ulicy Długiej na Krakowskie Przedmieście, do pałacu Czapskich. Później przeprowadzał się jeszcze dwukrotnie, na ulicę Miodową i w końcu do pałacu Teppera. W 1819 roku otworzył nowoczesną drukarnię w pałacu Czapskich, którą w 1827 roku wyposażył w odlewnię czcionek. 
Był księgarzem i typografem Królewskiego Uniwersytetu Warszawskiego (w 1818 roku otrzymał tytuł „księgarza i typografa uprzywilejowanego Królewskiego Warszawskiego Uniwersytetu”) oraz Liceum Krzemienieckiego (gdzie w roku 1818 otworzył księgarnię), członkiem Rady Opiekuńczej Szpitala Starozakonnych w Warszawie, członkiem loży masońskiej Bouclier du Nord. Wydał ponad 220 publikacji w języku polskim i hebrajskim, drukując głównie literaturę piękną i prace historyczne. Wydał jako pierwszy Jana z Tęczyna Juliana Ursyna Niemcewicza. Ponadto wydał kilkanaście czasopism: w latach 1821–1822 Gazetę Literacką, w 1823 Pamiętnik Warszawski, od 1827 Rocznik Korpusu Leśnego Królestwa Polskiego. Występował do władz państwowych domagając się równouprawnienia ludności żydowskiej.
Natan Glücksberg zmarł 3 marca 1831 roku. Jego drukarnia została zajęta za długi. Sam Glücksberg został pochowany na cmentarzu żydowskim przy ulicy Okopowej w Warszawie (kwatera 1).

## Rodzina
Był żonaty z Reginą Gottschalk (1778-1852), z którą miał siedmioro dzieci: 
- Krystiana Teofila (1796-1876) - księgarza, drukarza i wydawcę; kierował firma ojca w Krzemieńcu, założył własną księgarnię nakładową w Wilnie i jej filie w Kijowie. Wydawał dzieła literatury pięknej, m.in. wydał utwory Brodzińskiego, Kraszewskiego oraz w latach 1841-1848 wydawał czasopismo Atheneum. Wraz z bratem Augustem Emanuelem wydał pięciotomową Encyklopedię powszechną (1836-1840);
- Henryka Emanuela (1802-1870) - księgarza i urzędnika,
- Emanuela Augusta (1804-1881) - księgarza i wydawcę; pracując u ojca, unowocześnił odlewnię czcionek. Po śmierci ojca założył własną księgarnię z wypożyczalnią. Do 1846 roku wydał ok. 40 druków, głównie z literatury pięknej i naukowej, m.in. dzieła Jana i Jędrzeja Śniadeckich;
- Gustawa Leona (ur. 1807, zm. ok. 1870) - księgarza i wydawcę, prowadził firmę w Krzemieńcu w latach 1828-1831. W latach 1839–1863 prowadził w Warszawie własną księgarnię nakładową, w której wydał trzydzieści dziewięć pozycji z literatury pięknej oraz serię dla dzieci pt. Biblioteczka dla Dorosłych Dzieci;
- Eleonorę (1809-1892), żonę Hermana Epsteina,
- Rozalię (ur. 1810-?),
- Ernestynę (1813-1895), żonę Adama Epsteina.
- Annę Emilię (1818-1882), żonę Adolfa Loewe.